# Thomas Langer
Thomas Langer (Straubing, Alemania, 1964) es un biólogo, profesor e investigador alemán y actualmente[¿cuándo?] es director general del Max Planck Institute for Biology of Ageing en Colonia, Alemania. Es conocido por su trabajo en el rol de las mitocondrias en enfermedades asociadas al envejecimiento.

## Educación
Durante los años 1984 hasta 1989, Thomas Langer estudió Ciencias Biológicas en la Universidad de Ratisbona (en alemán Universität Regensburg) y se graduó también de la misma materia en la Universidad de Ludwigs-Maximilians, en Múnich, Alemania.
En 1989 empezó sus estudios de doctorado en la Universidad de Ludwig-Maximilians, en Múnich. Luego al mudarse a Estados Unidos, fue designado como investigador visitante en el Memorial Sloan-Kettering Cancer Institute en Nueva York, en donde trabajó con reconocidos científicos como Franz Ulrich Hartl y Manajit Hayer-Hartl, donde fue publicado una nueva vía de plegamiento de proteínas mediadas por chaperonas.
Desde 1993 hasta 1996, se convirtió en líder de grupo del Instituto Adolf Butenandt for Physiological Chemistry, en la Universidad de Ludwig-Maximilians en Múnich.
En 1996 hasta 2001 fue líder de grupo en Collaborative Research Center 194 en el Centro de Investigación Alemana, en la Universidad Ludwig-Maximilians en Múnich.
En 1999 fue habilitado para ser profesor de bioquímica y por consiguiente, ser profesor en el Instituto de Genética en la Universidad de Colonia en el año 2001.

## Carrera científica e investigación
Thomas Langer se ha dedicado a la investigación del papel de las proteasas mitocondriales para el mantenimiento de la función mitocondrial durante el envejecimiento y las enfermedades relacionadas con la edad. Su objetivo es comprender los mecanismos moleculares que contribuyan a la preservación de la función mitocondrial durante el envejecimiento y permitan una adaptación dinámica del proteoma mitocondrial, es decir, degradar y procesar proteínas reguladoras clave que controlan diversos pasos durante la biogénesis y dinámica mitocondrial. Las mutaciones en varias de estas proteasas provocan diversos trastornos neurodegenerativos y se asocian con miocardiopatías.  

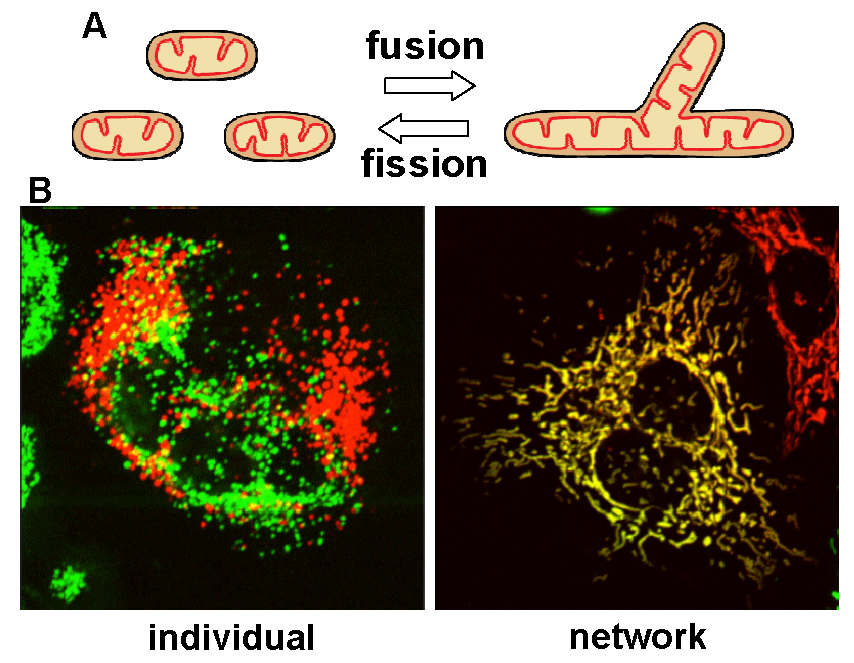
Dinámica mitocondrial mediada por los procesos de fisión y fusión mitocondrial.

Dentro de los logros de Thomas Langer y su equipo, cabe destacar que han logrado recientemente identificar roles clave de las proteasas mitocondriales para la regulación del comportamiento dinámico de las mitocondrias bajo estrés y para el control de la composición de fosfolípidos de las membranas mitocondriales. Las mitocondrias forman redes dinámicas que se mantienen mediante eventos de fusión y fisión equilibrados. Las condiciones de estrés conducen a la activación de la proteasa OMA1, que escinde e inactiva selectivamente la GTPasa OPA1 de tipo dinamina que media la fusión mitocondrial. La fisión de la membrana en curso desencadena la fragmentación de la red mitocondrial, lo que facilita la eliminación autofágica de las mitocondrias dañadas y la muerte celular. El equipo de Thomas Langer ha podido demostrar que la inhibición de esta vía previene las miocardiopatías inducidas por estrés y retrasa la aparición de trastornos neurodegenerativos.
En otra línea de investigación, el trabajo del equipo de Thomas Langer logró identificar un papel importante de las proteasas mitocondriales para la síntesis de cardiolipina, un fosfolípido específico de las mitocondrias, que es esencial para su función. La oxidación de la cardiolipina está asociada con la disminución de las actividades mitocondriales durante el envejecimiento. El equipo de Thomas Langer pudo demostrar que las mutaciones de la enfermedad que conducen a cardiomiopatías están causadas por alteraciones en el metabolismo de las cardiolipinas en las mitocondrias.

## Premios y reconocimientos
| 2007        | Miembro activo de EMBO                                                            |                                                                                   |
| 2008 - 2014 | Miembro activo de Max-Planck, Max Planck Institute for Biology of Ageing, Colonia | Miembro activo de Max-Planck, Max Planck Institute for Biology of Ageing, Colonia |
| 2009 - 2014 | Beca de carrera avanzada, Consejo Europeo de Investigación                        | Beca de carrera avanzada, Consejo Europeo de Investigación                        |
| 2011        | Miembro electo de la Academia de Ciencias y Artes de Renania del Norte-Westfalia  | Miembro electo de la Academia de Ciencias y Artes de Renania del Norte-Westfalia  |
| 2012        | Miembro electo, Leopoldina (Academia Nacional de Ciencias de Alemania)            | Miembro electo, Leopoldina (Academia Nacional de Ciencias de Alemania)            |
| 2015 - 2020 | Beca Reinhart Koselleck, Consejo Alemán de Investigación                          | Beca Reinhart Koselleck, Consejo Alemán de Investigación                          |
| 2016        | Premio Wilhelm Feldberg, Reino Unido                                              | Premio Wilhelm Feldberg, Reino Unido                                              |
| 2016        | Conferencista internacional Steenbock, Universidad de Wisconsin                   | Conferencista internacional Steenbock, Universidad de Wisconsin                   |
| 2017        | Serie de conferencias EMBO Global Exchange, China                                 | Serie de conferencias EMBO Global Exchange, China                                 |
| 2017        | Premio Max Delbrück, Universidad de Colonia                                       |                                                                                   |

## Publicaciones recientes
- Saita S, Tatsuta T, Lampe PA, König T, Ohba Y, Langer T. (2018). PARL partitions the lipid transfer protein STARD7 between the cytosol and mitochondria.[5]
- Vukotic M, Nolte H, König T, Saita S, Ananjew M, Krüger M, Tatsuta T, Langer T. (2017). Acylglycerol Kinase Mutated in Sengers Syndrome Is a Subunit of the TIM22 Protein Translocase in Mitochondria. Mol.Cell.
- Saita S, Nolte H, Fiedler KU, Kashkar H, Venne AS, Zahedi RP, Krüger M, Langer T. (2017). PARL mediates Smac proteolytic maturation in mitochondria to promote apoptosis.
- Wang S, Jacquemyn J, Murru S, Martinelli P, Barth E, Langer T, Niessen CM, Rugarli EI, (2016). The Mitochondrial m-AAA Protease Prevents Demyelination and Hair Greying.
- Wai T, Saita S, Nolte H, Müller S, König T, Richter-Dennerlein R, Sprenger HG, Madrenas J, Mühlmeister M, Brandt U, Krüger M, Langer T. (2016). The membrane scaffold SLP2 anchors a proteolytic hub in mitochondria containing PARL and the i-AAA protease YME1L.
- König T, Tröder SE, Bakka K, Korwitz A, Richter-Dennerlein R, Lampe PA, Patron M, M�hlmeister M, Guerrero-Castillo S, Brandt U, Decker T, Lauria I, Paggio A, Rizzuto R, Rugarli EI, De Stefani D, Langer T. (2016). The m-AAA Protease Associated with Neurodegeneration Limits MCU Activity in Mitochondria.
- Hartmann B, Wai T, Hu H, MacVicar T, Musante L, Fischer-Zirnsak B, Stenzel W, Gräf R, van den Heuvel L, Ropers HH, Wienker TF, Hübner C, Langer T, Kaindl AM. (2016). Homozygous YME1L1 mutation causes mitochondriopathy with optic atrophy and mitochondrial network fragmentation.
- Aaltonen MJ, Friedman JR, Osman C, Salin B, di Rago JP, Nunnari J, Langer T, Tatsuta T (2016). MICOS and phospholipid transfer by Ups2-Mdm35 organize membrane lipid synthesis in mitochondria.
- Mandel H, Saita S, Edvardson S, Jalas C, Shaag A, Goldsher D, Vlodavsky E, Langer T, Elpeleg O (2016). Deficiency of HTRA2/Omi is associated with infantile neurodegeneration and 3-methylglutaconic aciduria.
- MacVicar T, Langer T (2016). OPA1 processing in cell death and disease - the long and short of it.